# Bombardier africain
Stenaptinus insignis, Pheropsophus insignis
Espèce
Synonymes
- Pheropsophus insignis Boheman, 1848 (préféré par BioLib)[1]

- Pheropsophus (Stenaptinus) insignis Boheman, 1848[1]

Le Bombardier africain (Stenaptinus insignis) est une espèce d’insectes coléoptères de la famille des Carabidae.

## Description
Ce petit coléoptère a un corps brillant noir rayé de jaune, avec des élytres bicolores. Il mesure entre 10 et 20 mm de longueur.

## Physiologie et comportement
Cet insecte doit son nom à une technique de chasse particulière : il projette sur son agresseur, avec la précision d'un aérosol, un mélange de substances corrosives et nécrosantes, qu'il sécrète à l'aide d'une glande spécialisée située à l'extrémité de son abdomen. Le jet peut être orienté dans toutes les directions, et même passer entre les pattes de l'animal. Le mélange toxique transite dans une "chambre d'explosion", où il est activé par des enzymes et porté à une température de 100 °C.

## Répartition et habitat
Il vit au sol, dans les régions tropicales d'Afrique.